# Bodas de papel
Bodas de papel és una pel·lícula veneçolana de 1979 dirigida per Román Chalbaud amb guió de José Ignacio Cabrujas i musicalizada per Miguel Ángel Fuster.

## Argument
Gustavo, un enginyer que treballa en la construcció del metro de Caracas, està casat des de fa set anys amb Esther, mestressa de casa, i junts conformen una bella i estable parella de classe mitjana amb dos fills i una confortable casa. No obstant això la relació entre tots dos està començant a trontollar-se ja que la rutina se n'està apoderant.
Un dia la parella assisteix a una obra de teatre d'una amiga en comú i allí ell coneix a Laura: Una jove, bella i poc convencional actriu. La relació entre Gustavo i Laura en un principi no és molt bona fins que, quan l'endemà ell la troba al carrer, es disculpa pel seu mal caràcter i comença a coquetejar amb ella. Laura en un principi es resisteix però, a poc a poc, ell acaba conquistant-la.
Esther, per part seva, tracta per tots els mitjans de retenir al seu marit però sent que la seva batalla està cada vegada més perduda fins que finalment, quan una nit Gustavo arriba a la casa després d'haver estat amb la seva amant, troba a la seva esposa completament borratxa i ella acaba adonant-se que ell l'està enganyant amb una altra dona pel que, ara, Gustavo es veurà en la disjuntiva de conservar a la seva família o continuar la seva relació adúltera amb Laura... Quina serà la seva decisió final?

## Repartiment
- Marina Baura... Esther
- José Bardina †... Gustavo
- Lucila Herrera †... Mamà d'Esther
- Aurora Mendoza †... Mamà de Gustavo
- Luis Gerónimo Abreu... Gustavito
- Nancy Soto ... Convidada a la festa
- Juan Frankis †... Company de treball de Gustavo
- Chela Atencio †... Clarvis
- Antonieta Colón ... Actriu de la peça de teatre
- Alfonso Urdaneta †... Cambrer del restaurant
- Pablo Gil ... Policia 1
- Pedro Durán ... Policia 2
- Daniel Clavero ... Convidat a la festa
- Ibrahim Guerra ... Director de la peça de teatre
- Eladio Lárez... Client del supermercat
- Edgar Serrano ... Empaquetador del supermercat
- José Simón Escalona
- Mechita Marcano
- Jesús Aquil·les Vásquez
- Juan Galeno †
- Francisco Bernalche
- Roys Pérez

## Producció
L'estrena d'aquesta pel·lícula es va dur a terme el 20 de juny de 1979 i va recaptar 1.254.341,00 bolívars de l'època.
Si bé aquest és el vuitè llargmetratge de Román Chalbaud, és un dels més atípics en la seva carrera pel fet que aquesta pel·lícula és una comèdia romàntica sobre un matrimoni de classe mitjana, bastant allunyada dels gèneres de denúncia social i política que ens té acostumats.
Aquesta va ser la primera i única pel·lícula on coprotagonitzen Marina Baura i José Bardina, que van conformar una de les parelles de telenovel·les més volgudes i admirades de Veneçuela durant les dècades de 1960 i 1970.
En aquesta cinta va debutar Luis Gerónimo Abreu, que tenia set anys d'edat i interpreta a un dels fills dels protagonistes. D'altra banda Luis Gerónimo, en la vida real, és fill de l’actor i director teatral veneçolà Luis Abreu (que va realitzar l'argument d'aquesta pel·lícula, encara que no apareix en els crèdits) i l'escriptora, productora i directora de cinema i televisió Haydée Ascanio (que hi va treballar aquí com a assistent de direcció).
Roberto Moll, juntament amb Zoe Ducós i Hilda Blanco, fan un cameo en aquesta pel·lícula (són tres dels espectadors de la peça de teatre on es coneixen els personatges de Gustavo i Laura).
Aquesta cinta va ser la primera i única que actuaria Rina Ottolina (una de les tres filles del conductor televisiu veneçolà Renny Ottolina) al seu país ja que, amb anterioritat, ella va fer el propi en diverses pel·lícules espanyoles com Hay que matar a B. (1973) de José Luis Borau, La venganza de la momia (1973) de Carlos Aured o Una pareja... diferente (1974) de José María Forqué, entre d'altres. Posteriorment, Ottolina emigraria als Estats Units per continuar amb la seva carrera, arribant fins i tot a tenir una participació especial en el vídeo musical de la cançó All Night Long (All Night) de Lionel Ritchie (ella apareix entre els minuts 01.48 i 02.02).
Eladio Lárez (conductor de la versió veneçolana del programa de concursos ¿Quién quiere ser millonario?]) va treballar com a actor en aquesta pel·lícula interpretant, en una escena, al client d'un supermercat qui tracta en va de coquetejar amb Marina Baura en aquest establiment. Poc després ell va fer una aparició especial en la telenovel·la Chao, Cristina (1983), la qual també era protagonitzada per Baura, i on, curiosament, interpretaria al seu espòs.
Contrari al que es pogués suposar amb el títol de la pel·lícula, les anomenades bodes de paper se celebren al primer any de matrimoni mentre que, quan és el setè any, se'n diu bodes de llana.